# Othello (Washington)
Othello ist eine Stadt (City) im Adams County im Bundesstaat Washington in den Vereinigten Staaten. Zum United States Census 2000 hatte Othello 5.847 Einwohner und wuchs bis zum Census 2010 um 25,9 % auf 7.364 Einwohner an; zum Census 2018 waren es bereits 8.099 Menschen. Vom US Census 2020 wurden 8.549 Einwohner ermittelt.
Othello wird gern als Stadt „im Herzen“ des Columbia Basin Project bezeichnet. Es liegt etwa 100 mi (161 km) südwestlich von Spokane, 180 mi (290 km) östlich von Seattle und etwa 25 mi (40,2 km) südlich der Interstate 90, an der Kreuzung der Washington State Route 17 mit der Washington State Route 26.

## Geschichte
Die ersten weißen Siedler in dem Gebiet waren zwei Brüder, Ben und Sam Hutchinson, die 1884 eine Hütte am Crab Creek bauten. Der Zustrom von weiteren Siedlern setzte Anfang des 20. Jahrhunderts ein; ein Postamt wurde 1904 gegründet. Das Postamt wurde nach einem gleichnamigen Amt im Roane County in Tennessee benannt.
Die Chicago, Milwaukee, & St. Paul Railroad verlegte 1907 ein Gleis durch das Adams County. 1912 wurde am Ort ein Hotel für die Eisenbahnarbeiter gebaut, das später als Old Hotel and Art Gallery bekannt werden sollte. Die Eisenbahngesellschaft parzellierte die Stadt offiziell als Halt mit einem Wassertank zur Versorgung der Dampfloks. Sie übernahm den Namen Othello und baute dort einen Betriebshof mit einem hölzernen Lokschuppen. Da der Lokschuppen 1919 niederbrannte, wurde er durch einen Steinbau ersetzt, der viele Jahre Bestand hatte. Firmen und Siedler folgten der Entwicklung und am 31. Mai 1910 wurde die Stadt als Gebietskörperschaft anerkannt.  Zur Zeit bildet die Bahnlinie den östlichen Abschluss des zweiten elektrifizierten Bezirks der „Pacific Extension“ der Milwaukee Road, welche bis Tacoma reicht.
Das Bureau of Reclamation richtete 1947 Büros in Othello ein, welche die Stadt vor dem Niedergang nach dem Rückgang des Eisenbahntransports nach dem Zweiten Weltkrieg bewahrte. In den frühen 1950er Jahren installierte das Columbia Basin Project Einrichtungen zur Bewässerung im Gebiet von Othello, die sowohl Landwirtschaft als auch Handel beflügelten. Vor dieser Zeit gab es nur über den Crab Creek und aus lokalen Quellen Wasser. Das Wasser wurde über den Potholes East Canal zwischen dem Billy Clapp Lake und dem Scootenay Reservoir im Franklin County bezogen. Nachdem einmal eine Bewässerung verfügbar war, wurde eine Verlosung von Ländereien in Othello durchgeführt. Am 31. Mai 1952 wurden 42 Namen (von 7.000 eingereichten) ausgelost, die das begehrte Neuland kaufen durften.
Von 1951 bis 1973 betrieb das Aerospace Defense Command, ein Hauptkommando der United States Air Force, mit der 637th Radar Squadron die Othello Radar Station nahe der Stadt. 1958 wurde eine Eisfabrik in der Stadt für Services an Eisenbahnwaggons eröffnet. Eine Anlage zum Abpacken von Tiefkühlkost wurde Anfang der 1960er Jahre aufgebaut und wurde seitdem zum Hauptindustriezweig.
Seit 1998 wird in Othello auch das Sandhill Crane Festival veranstaltet, welches die jährliche Ankunft der Kanadakraniche im nahen Columbia National Wildlife Refuge feiert.

## Geographie
Nach dem United States Census Bureau nimmt die Stadt eine Gesamtfläche von 9,87 Quadratkilometern ein, worunter keine Wasserflächen sind.

### Klima
Nach der Klimaklassifikation nach Köppen und Geiger hat Othello ein semiarides Klima (abgekürzt „BSk“).
|                        | Jan    | Feb    | Mär    | Apr   | Mai   | Jun   | Jul   | Aug   | Sep   | Okt    | Nov    | Dez    |   |        |
| Mittl. Temperatur (°C) | −1,67  | 1,94   | 5,56   | 9,17  | 13,33 | 16,94 | 20,28 | 20,28 | 15,83 | 9,44   | 3,33   | −1,39  | ⌀ | 9,5    |
| Mittl. Tagesmax. (°C)  | 17,78  | 19,44  | 26,11  | 32,78 | 37,22 | 41,11 | 43,89 | 45,56 | 38,89 | 32,78  | 22,78  | 17,22  | ⌀ | 31,4   |
| Mittl. Tagesmin. (°C)  | −32,22 | −32,22 | −14,44 | −8,89 | −5,00 | −0,56 | 1,11  | 2,22  | −3,33 | −10,00 | −25,56 | −26,11 | ⌀ | −12,8  |
|                        |        |        |        |       |       |       |       |       |       |        |        |        |   |        |
| Niederschlag (mm)      | 23,62  | 21,59  | 21,84  | 15,75 | 18,54 | 13,21 | 9,91  | 8,38  | 10,16 | 14,48  | 26,42  | 30,73  | Σ | 214,63 |

| −32,22 |

| −32,22 |

| −14,44 |

| −8,89 |

| −5,00 |

| −0,56 |

| 1,11 |

| 2,22 |

| −3,33 |

| −10,00 |

| −25,56 |

| −26,11 |

| −32,22 |

| −32,22 |

| −14,44 |

| −8,89 |

| −5,00 |

| −0,56 |

| 1,11 |

| 2,22 |

| −3,33 |

| −10,00 |

| −25,56 |

| −26,11 |

## Demographie

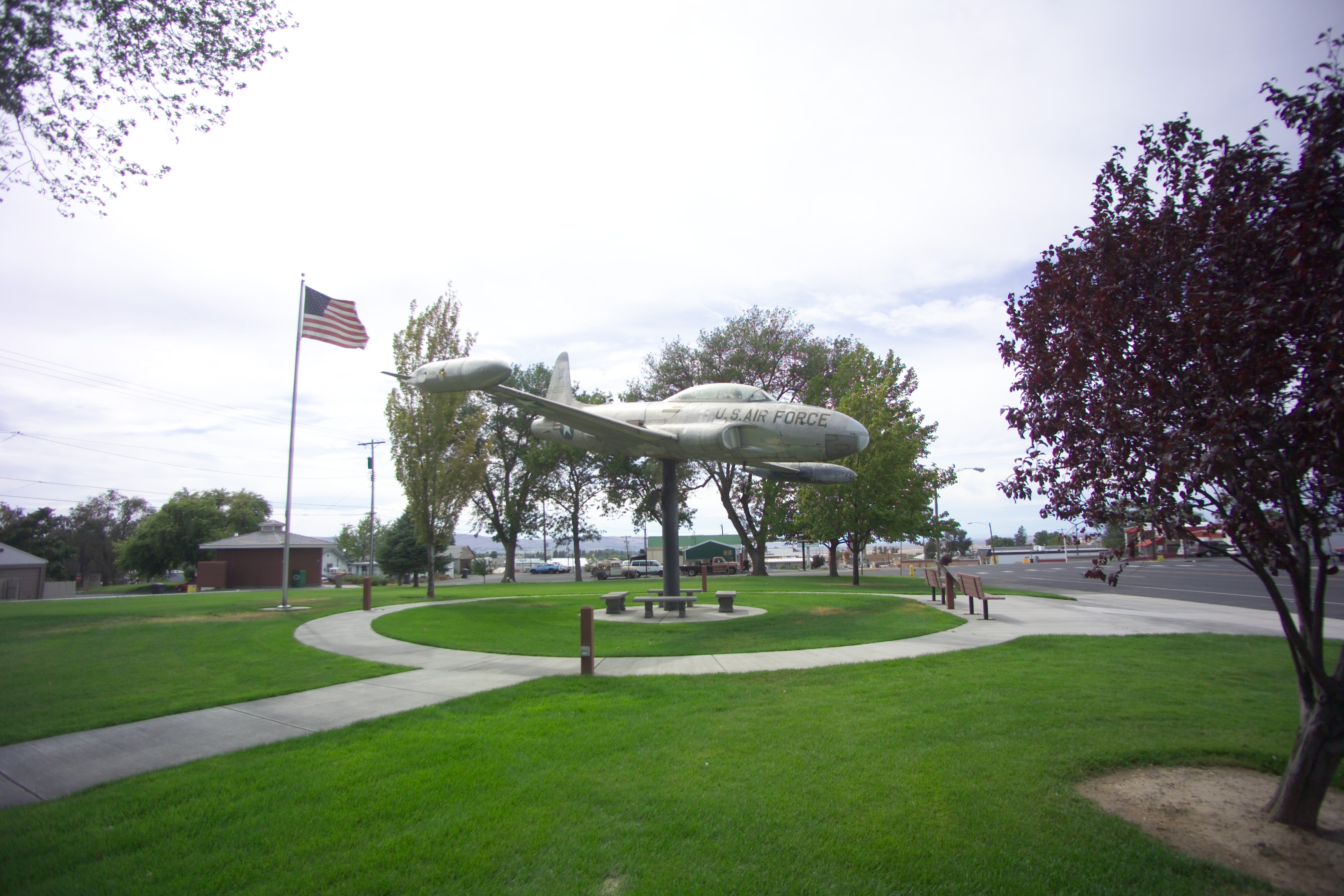
T-33-Jet im Pioneer Park in Othello.

### Census 2000
Nach der Volkszählung von 2000 gab es in Othello 5.847 Einwohner, 1.788 Haushalte und 1.412 Familien. Die Bevölkerungsdichte betrug 752,5 pro km². Es gab 1.864 Wohneinheiten bei einer mittleren Dichte von 239,9 pro km².
Die Bevölkerung bestand zu 54,18 % aus Weißen, zu 0,53 % aus Afroamerikanern, zu 1,01 % aus Indianern, zu 1,01 % aus Asiaten, zu 0,09 % aus Pazifik-Insulanern, zu 39,54 % aus anderen „Rassen“ und zu 3,64 % aus zwei oder mehr „Rassen“. Hispanics oder Latinos „jeglicher Rasse“ bildeten 63,76 % der Bevölkerung.
Von den 1788 Haushalten beherbergten 48,8 % Kinder unter 18 Jahren, 60,6 % wurden von zusammen lebenden verheirateten Paaren, 13,5 % von alleinerziehenden Müttern geführt; 21 % waren Nicht-Familien. 17,4 % der Haushalte waren Singles und 7,2 % waren alleinstehende über 65-jährige Personen. Die durchschnittliche Haushaltsgröße betrug 3,24 und die durchschnittliche Familiengröße 3,66 Personen.
Der Median des Alters in der Stadt betrug 26 Jahre. 36,1 % der Einwohner waren unter 18, 12 % zwischen 18 und 24, 26,3 % zwischen 25 und 44, 17,1 % zwischen 45 und 64 und 8,6 65 Jahre oder älter. Auf 100 Frauen kamen 103,3 Männer, bei den über 18-Jährigen waren es 100,7 Männer auf 100 Frauen.
Alle Angaben zum mittleren Einkommen beziehen sich auf den Median. Das mittlere Haushaltseinkommen betrug 30.291 US$, in den Familien waren es 31.282 US$. Männer hatten ein mittleres Einkommen von 28.423 US$ gegenüber 21.455 US$ bei Frauen. Das Pro-Kopf-Einkommen betrug 11.409 US$. Etwa 18,4 % der Familien und 24 % der Gesamtbevölkerung lebte unterhalb der Armutsgrenze; das betraf 33,5 % der unter 18-Jährigen und 5,3 % der über 65-Jährigen.

### Census 2010
Nach der Volkszählung von 2010 gab es in Othello 7.364 Einwohner, 2.108 Haushalte und 1.669 Familien. Die Bevölkerungsdichte betrug 746,3 pro km². Es gab 2.185 Wohneinheiten bei einer mittleren Dichte von 221,4 pro km².
Die Bevölkerung bestand zu 53,4 % aus Weißen, zu 0,5 % aus Afroamerikanern, zu 2,2 % aus Indianern, zu 1,2 % aus Asiaten, zu 39,6 % aus anderen „Rassen“ und zu 3,2 % aus zwei oder mehr „Rassen“. Hispanics oder Latinos „jeglicher Rasse“ bildeten 74,7 % der Bevölkerung.
Von den 2108 Haushalten beherbergten 57,8 % Kinder unter 18 Jahren, 56,3 % wurden von zusammen lebenden verheirateten Paaren, 15,8 % von alleinerziehenden Müttern und 6,8 % von alleinstehenden Vätern geführt; 20,8 % waren Nicht-Familien. 17,1 % der Haushalte waren Singles und 7,6 % waren alleinstehende über 65-jährige Personen. Die durchschnittliche Haushaltsgröße betrug 3,46 und die durchschnittliche Familiengröße 3,91 Personen.
Der Median des Alters in der Stadt betrug 25,6 Jahre. 37,9 % der Einwohner waren unter 18, 11,1 % zwischen 18 und 24, 27,2 % zwischen 25 und 44, 15,6 % zwischen 45 und 64 und 8,1 65 Jahre oder älter. Von den Einwohnern waren 50,4 % Männer und 49,6 % Frauen.

## Städtepartnerschaften
Othello hat die folgende Städtepartnerschaft:
- Wulensi, Nanumba South District, Ghana.[15]

## Persönlichkeiten
- Pee Wee (bürgerlich Irvin Salinas), Sänger, 1988 in Othello geboren
- Davey Richards, Profi-Wrestler, 1983 in Othello geboren
- Bill Crow, Jazz-Musiker und Autor, 1927 in Othello geboren
- Stephen Beus, Pianist, 1982 in Othello geboren
- Jim Sandusky, Gridiron-Football-Spieler, 1961 in Othello geboren